# 정통 오흐리드 대주교구
정통 오흐리드 대주교구(마케도니아어: Православна охридска архиепископија)는 북마케도니아를 관할하는 동방 정교회 자치 교회이다. 타 동방 정교회 교구와 완전한 상통관계를 맺고 있다. 하지만 마케도니아 정교회와 명칭이 구별되지 않는다는 이유로 북마케도니아 국가종교위원회로부터 등록을 거절당했다. 마케도니아 정교회는 북마케도니아 국가종교위원회에서는 인정하지만 타 정교회 교단들은 인정하지 않고 있다.

## 역사
1967년 당시 유고슬라비아 공산주의 정부의 지원 아래 세르비아 정교회의 자치 교회였던 마케도니아 정교회가 분리 독립을 선언했다. 그러나 이 독립은 타 정교회의 승인을 얻지 못해 동방 정교회 교회법상의 합법성을 충족시키지 못했다.
2002년 마케도니아 정교회의 지위에 관하여 세르비아 정교회와 마케도니아 정교회의 주교 사이에 교섭이 이루어져 마케도니아 정교회를 마케도니아의 사실상 독립교회로 인정한 후, 세르비아 정교회 관할 아래서 자치권를 부활시킨다는 니시 합의가 성립하였다.
그러나 마케도니아 정교회 주교회의가 이 합의를 승인하지 않아 사실상 합의가 파기되었다. 이에 세르비아 정교회는 합의를 인정하는 입장을 취한 마케도니아 정교회 일파를 정통 오프리드 대주교구로 승인하고 자치권을 부여했다.
마케도니아 정교회는 정통 오흐리드 대주교구에 소속되어있는 사제와 모든 관계를 단절하고 세르비아 정교회 주교가 북마케도니아로 입국하는 것을 방해하고 있다. 2004년 10월 15일에는 북마케도니아 당국은 비톨라 근교에 위치한 니제폴레(Niepepole)에 설립된 수도원 해체에 착수했다. 이 수도원은 정통 오흐리드 대주교구의 정신적 지주였다. 당 대주교구의 전례상에 사용되는 언어는 마케도니아어이며 모든 주교, 사제는 마케도니아인이다.
대주교 요반(Jovan)은 2005년에 체포되었는데 220일에 걸쳐 세르비아 정교회의 교회력 및 홍보물 배포를 통해 마케도니아 정교회의 명예를 훼손하고 시민의 종교적 감정을 해쳤다는 혐의로 수감되었다.
북마케도니아 국가종교위원회는 정통 오흐리드 대주교구의 종교단체 등록을 거부하고 동일 신앙의 종교 단체는 단 한 곳만 등록하여야 하며 정통 오프리도 대주교구의 신앙은 마케도니아 정교회의 신앙과 차이가 없다고 밝혔다.

## 같이 보기
- 마케도니아 정교회